# Кардинале
Кардина̀ле (на италиански: Cardinale) е село и община в Южна Италия, провинция Катандзаро, регион Калабрия. Разположено е на 562 m надморска височина. Населението на общината е 2293 души (към 2012 г.).